# Niphoparmena densepunctata
Niphoparmena densepunctata là một loài bọ cánh cứng trong họ Cerambycidae.